# Vodmat
Vodmat je danes ljubljanski predel, nekdaj pa samostojna vas pri Ljubljani. Leta 1792 se je tam rodil avtor prve slovenske povesti Janez Cigler. Središče predela je danes okoli Vodmatskega trga, v neposredni bližini stoji stavba Osnovne šole Vodmat. Predel oklepajo Zaloška cesta in železniška proga Ljubljana - Novo mesto. Od leta 1901 je bila v stavbi, kjer je danes garaža reševalnih avtomobilov, tramvajska remiza. 